# امثال
ضرب‌المثل (‎/ˈædɪdʒ/‎؛ لاتین: adagium) عبارتی مختصر، به یاد ماندنی و معمولاً فلسفی است که حقیقت مهمی را که از تجربه، عرف یا هر دو نشات می‌گیرد، بیان می‌کند و بسیاری از مردم آن را به دلیلی درست و معتبر می‌دانند.

## تنوع
برخی از ضرب‌المثل‌ها محصول حکمت عامیانه هستند که تلاش می‌کنند یک حقیقت اساسی را خلاصه کنند. اینها عموماً به عنوان " ضرب المثل " شناخته می‌شوند. ضرب‌المثلی که یک قاعده اخلاقی کلی را توصیف می‌کند، یک «پند» و عبارتی صمیمی است. و عبارتی که با شوخ‌طبعی یا کنایه متمایز شود، اغلب به عنوان «لطیفه» شناخته می‌شود.
از طریق استفاده بیش از حد، یک ضرب‌المثل ممکن است به «کلیشه» تبدیل شود.

## برنامه‌های کاربردی معاصر
ضرب‌المثل‌های تنظیم شده در آثار داستانی عامه پسند اغلب به فرهنگ عامه راه پیدا می‌کنند. مانند رمان‌های علمی تخیلی. فضای مجازی و انجمن‌های اینترنتی، اغلب ضرب‌المثل‌های خود را تولید می‌کنند.